# Nevarci
Nevarci (नेवार) so etnična skupina v Nepalu, ki večinoma živi v Katmandujski dolini. Prvotno je zagotovila osebje za različne storitve na pomembnih verskih festivalih prestolnice. Nevarci uživajo visok ugled in spadajo med višje sloje nepalske družbe.

## Religija in gospodarstvo
Njihov izvor je večinoma neznan, njihova vera pa je v mnogih primerih kompleksna sinteza budizma in hinduizma. Obožujejo številna božanstva, ki so bila dodana tradicionalnemu hinduizmu in budizmu. Po raziskavi iz leta 2001 je v Bhaktapurju 84,13 odstotka Nevarcev hindujcev in 15,31 odstotka budistov. V Patanu je to razmerje skoraj ravno nasprotno in v Katmanduju skoraj uravnoteženo. Nevarski hindujci so razvili lasten kastni sistem samo za prebivalce Katmandujske doline. Ta sistem so delno prevzeli budistični Nevarci. Na splošno je ta kastni sistem šibek in nikoli ne more prevladati v egalitarni nevarski skupnosti kot z drugimi etničnimi skupinami.
Vendar pa ta kastni sistem, kot del univerzalnega modela reda, najde konkreten izraz v urbani postavitvi. Tako v centrih mest živijo najvišje kaste, nižje na obrobju in nedotakljivi tvorijo zunanji obroč v mestni strukturi. Najbolj dosledna uporaba prostorske ločitve kast je potekala v času vladavine Jayasthiti-Malla, ko je vsaka kasta naselila svoje četrti. Večina poklicev je povezana z določenimi kastami. Kasta je patrilinearna, podedovana od očeta do sina in po navadi samo endogamna, se poroča v svoji lastni kasti. Možna je eksogamija, tj. poroka z naslednjo višjo kasto, ki pa je povezana s precejšnjimi denarnimi izdatki.
Kastna hierarhija vključuje starševsko in manjšinsko skupino, ki sta nadalje razdeljeni na zgornji in srednji razred, pa tudi na nečist in dalit (nedotakljiv). Nižja dela (odstranjevanje odpadkov, čiščenje ulic, zakol) so bile institucionalizirane in socialno fiksirane ter kooperativno izvedene s strani nedotakljivih.
Druga sestavina socialne strukture Nevarcev so dobro uveljavljene organizacije, ki temeljijo na guthis in imajo različne družbene funkcije. Guthis svojim članom zagotavlja zasebne ali skupne storitve za prispevke. Najpomembnejši je sana guthi, ki je potreben, ko je Nevarec umrl za izvedbo pogrebnega obreda. Nasa puja guthi zagotavlja ohranjanje glasbene tradicije verskih kultov.
- Tempelj Nyatapola v Bhaktapurju
- Kip v Patanu (Lalitpur)
- Svajambunat v Katmanduju
- Zlata vrata v Bhaktapurju

### Kumari
Del religioznega razumevanja Nevarcev je otroška boginja Kumari (कुमारी "dekle"), ki je cenjena kot inkarnacija hindujske boginje Durga (दुर्गा, 'težko dostopna'). Izbrana je iz kaste šakja budističnih Newarcev in jo nekateri hindujci in nepalski (vendar ne tibetanski) budisti obravnavajo kot živo boginjo do prve menstruacije. V Nepalu je več Kumari, najbolj znana je v Katmanduju.

## Kultura
Nevarci so razvili v domovini, v Katmandujski dolini, poseben slog pagod, ki se je razširil v velike dele Azije, zlasti v vzhodno Azijo.
Na nekaterih letnih festivalih, ki so posvečeni budističnim ali hindujskim božanstvom in mističnim figuram, poteka vrsta ritualnih plesov v maskah. Posebno znana je Indra Jatra, festival, ki poteka v Katmanduju septembra. Med drugim se tu izvajajo plesi mask Majipa lakhe in Mahakali pyakhan.
Glasba Nevarcev je pretežno ritmična in pozna 15 različnih bobnov. To so dhimay, velik dvostranski boben paščima, v razširjeno skupino spada dvojen kotlast boben naqara, manjši koncha khin, dholak in daha podoben tamburinu. Ritem dajejo s činelami. 
Melodična glasbila so strunski sarangi, ukrivljen instrument z dvojnim jezičkom mohali (enakovreden indijskemu šehnaju) in bambusova flavta bansuri. Med ceremonijami je uporabljena tudi dolga kovinska trobentna karna.
- Dhimay
- Zbor deklet 1633 v Osterhofen, del Altenmarkta. Igrajo na bobne naqara
- Dholak
- Barva risba bengalskega igralca na sarangi
- Šehnaj
- Bansuri
- Karna